# Вулин
Вулин је презиме присутно код Срба и Црногораца у 80% случајева а код Хрвата у 20%.

## Предања о Вулинима
Три брата породице Вулини са породицама су се доселили пре турских освајања у област између Кључа и Бање Луке. Један се настанио на Црни Врх, други на Мањачу а трећи на Кук. Сматра се да су браћа досељена из Црне Горе. Не зна се да ли су тада имали ово презиме и када су га добили али се претпоставља да није мењано никада. Крсна слава породице Вулин је Михољдан, 12. октобар (по старом календару 29. септембар) празник Преподобног Киријака Отшелника. Вулина данас има у Босни, Србији, Републици Српској, Хрватској као и широм света. П. Рађеновић бележи Вулине након Првог светског рата у Рашиновцу код Петровца (Бјелајско поље). Каже да су се доселили пре једног и по века (што би значило око 1770. године) и да се не зна одакле су дошли. Одатле су досељени у Колунић крајем 19. века. славе заиста Михољдан. У Поуњу, у селу Горњи Бушевић, Вулини су досељени из Бјелајског Поља у првој половини 19. века. Такође славе Михољдан. Истог су порекла и са истом славом и Вулини у селу Гудавац у Поуњу. И на обронцима Грмеча, у селу Доњој Суваји, била је једна породица овог презимена пореклом из Бјелајског Поља као и две претходне, а и у Ћоралићима такође у овој области Вулини су се доселили из Поља и то пре буне (1875. године). М. Карановић каже да су Вулини у Поуњу део једне много шире групације сродних породица у овој области. Још додаје да је то стариначка скупина фамилија: Иванчевић, Дакић, и Вулин. Почетком 20. века било их је настањених у 118 кућа са 9 различитих презимена и то: Дакића у 38 домаћинстава у 8 насеља, 34 у 12 насеља, Иванчевића у 15 у 3 насеља, Вулина 8 кућа у 4 насеља, Ћопића 13 у 5 насеља, Мирића 2 у 2 насеља, Беука 2, Радусина 5 и Илића-Бекеза 3 куће у по једном насељу. „Сви су веле једно, па су се некако разродили и славе ретку славу - Михољдан“. Мајка познатог песника Петра Кочића звала се Мара, а њено девојачко презиме било је управо Вулин.
Блиско презиме, за скраћење које се дешавало у српској историји, је презиме Вулиновић које је присутно у српским презименима.

## Географија презимена Вулин
Презиме Вулин је најзаступљеније у Републици Српској у општинама Бања Лука и Кључ. На подручју тих општина постоји више села и засеока у којима се сусреће презиме Вулин. То је подручје око планине Мањача, разни подаци кроз општинске и црквене књиге указују на постојање Вулина у тим поднебљима од давнина а са тих подручја је кренуло ширење по околини и свету. Места где се налази највише породица Вулин у тој области су: Заселак Вулини налази се у рејону Горњег Раткова, Округлица, Ситница, Кључ, Бања Лука, Мркоњић Град, Рибник, Приједор и Српски Сански Мост. Презиме је заступљено и у Војводини где су углавном досељеници, колонисти после Првог и Другог Светског Рата, као и прогнана и избегла лица управо из Републике Српске и описаних области, у току последњег рата који је беснео на подручју које је чинила Југославија. На подручју Србије проналазимо презиме Вулин у следећим градовима: Београд, Ниш, Чачак и Зајечар, а као саставни део Србије, Војводина има презиме Вулин које се најчешће помиње у следећим местима: Каћ, Омољица, Нови Сад, Темерин, Бачки Јарак, Чуруг, Српска Црња, Бач, Футог, Старчево, Панчево, Зрењанин, Ечка, Крајишник, Банатски Двор, Елемир, Кикинда, Нови Козарци, Буковац, Сремска Митровица, Лаћарак, Вогањ, Рума, Инђија, Апатин, Алекса Шантић, Младеново, Сомбор, Црвенка и Бачка Топола.
Ван српске територије, презиме Вулин заступљено је и на подручју које обухвата република Хрватска, и то у подручју око градова Шибеник, Задар, Сплит и Загреб. Сматра се да су сви досељени из подручја данашње Републике Српске, рејона планине Мањача, те се настанили у подручју које се зове Далмација и ту примили католицизам, док су у Републици Српској и Републици Србији, до данас остали и задржали своју веру православље.
Презимена Вулин и, раније, Вулиновић, су у Црној Гори забележена у Кутима код Херцег Новог 1692. године, Баошићима, где су се доселили из Корјенице код Требиња и у Паштровићима, у Буљарици, у 17. веку.